# Centre Pompidou Málaga

Le centre Pompidou Málaga (en espagnol : Centro Pompidou de Málaga) est un musée d'art moderne et contemporain situé à Malaga en Espagne. C’est la seconde implantation hors les murs du centre Pompidou, après le centre Pompidou-Metz, et la première située hors de France.

## Historique
Le musée, initié en 2013, a été inauguré le 28 mars 2015 par le Premier ministre espagnol Mariano Rajoy et la ministre de la Culture française Fleur Pellerin. Ce premier « centre Pompidou provisoire » est installé pour cinq ans renouvelables sur 6 300 m2 et présente 70 œuvres du musée contre une redevance d'un million d'euros par an.
En février 2018, Malaga et Beaubourg ont renouvelé leur partenariat pour poursuivre leur collaboration cinq années supplémentaires,, sur la base du succès du musée en matière de fréquentation, ayant accueilli 845 148 visites depuis son ouverture en mars 2015, avec une fréquentation moyenne de 562 visites par jour.

## El Cubo
L’artiste français Daniel Buren a collaboré à la conception du bâtiment à travers l’habillage du cube de verre coloré qui le surplombe. Il est devenu un symbole du musée et de la ville où est né l'artiste cubiste Pablo Picasso. La décoration intérieure du Marché d'Atarazanas, antérieure à l'œuvre de Daniel Buren, et d’autres bâtiments partagent ces codes artistiques.

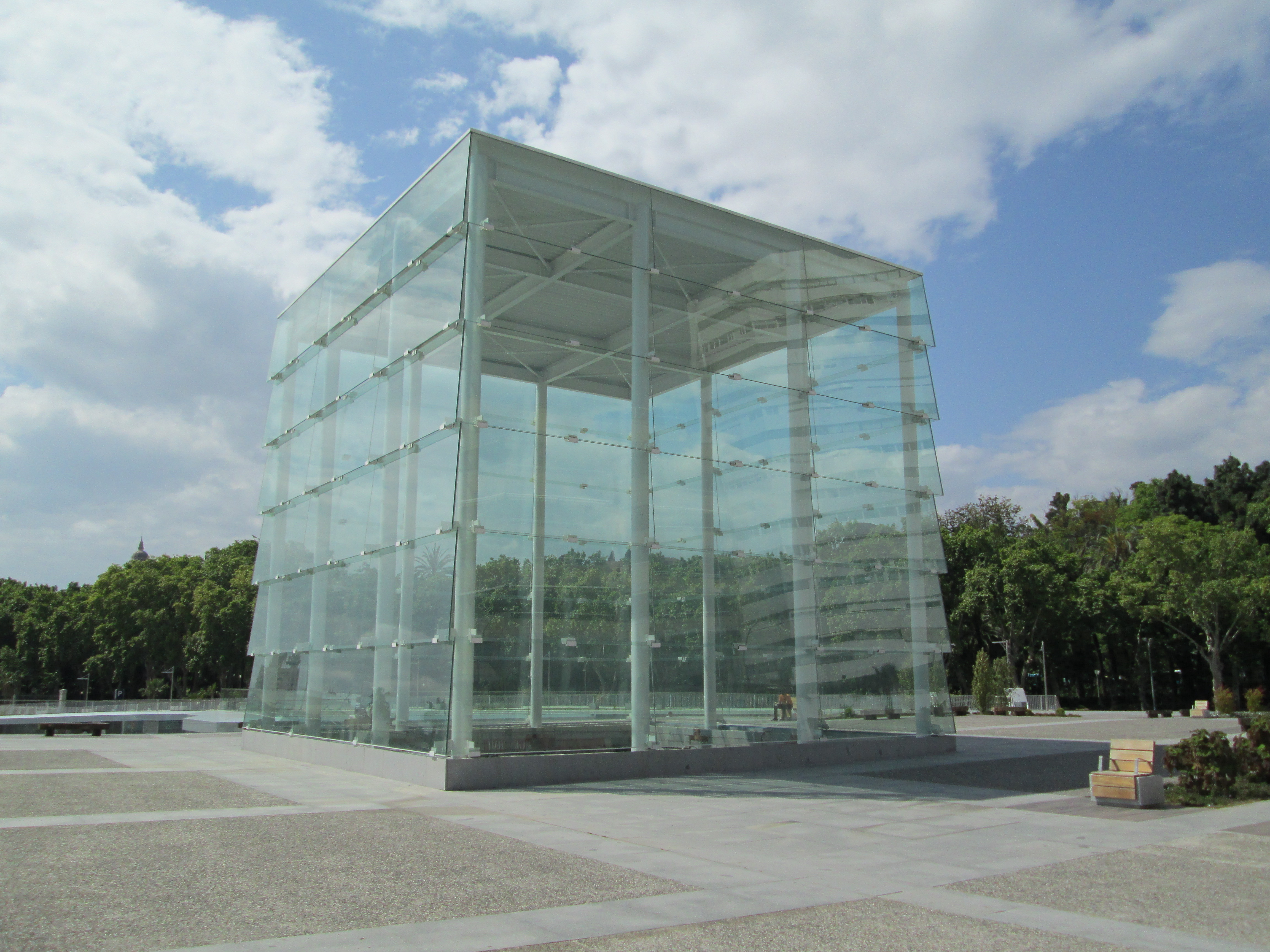
El Cubo en 2013.
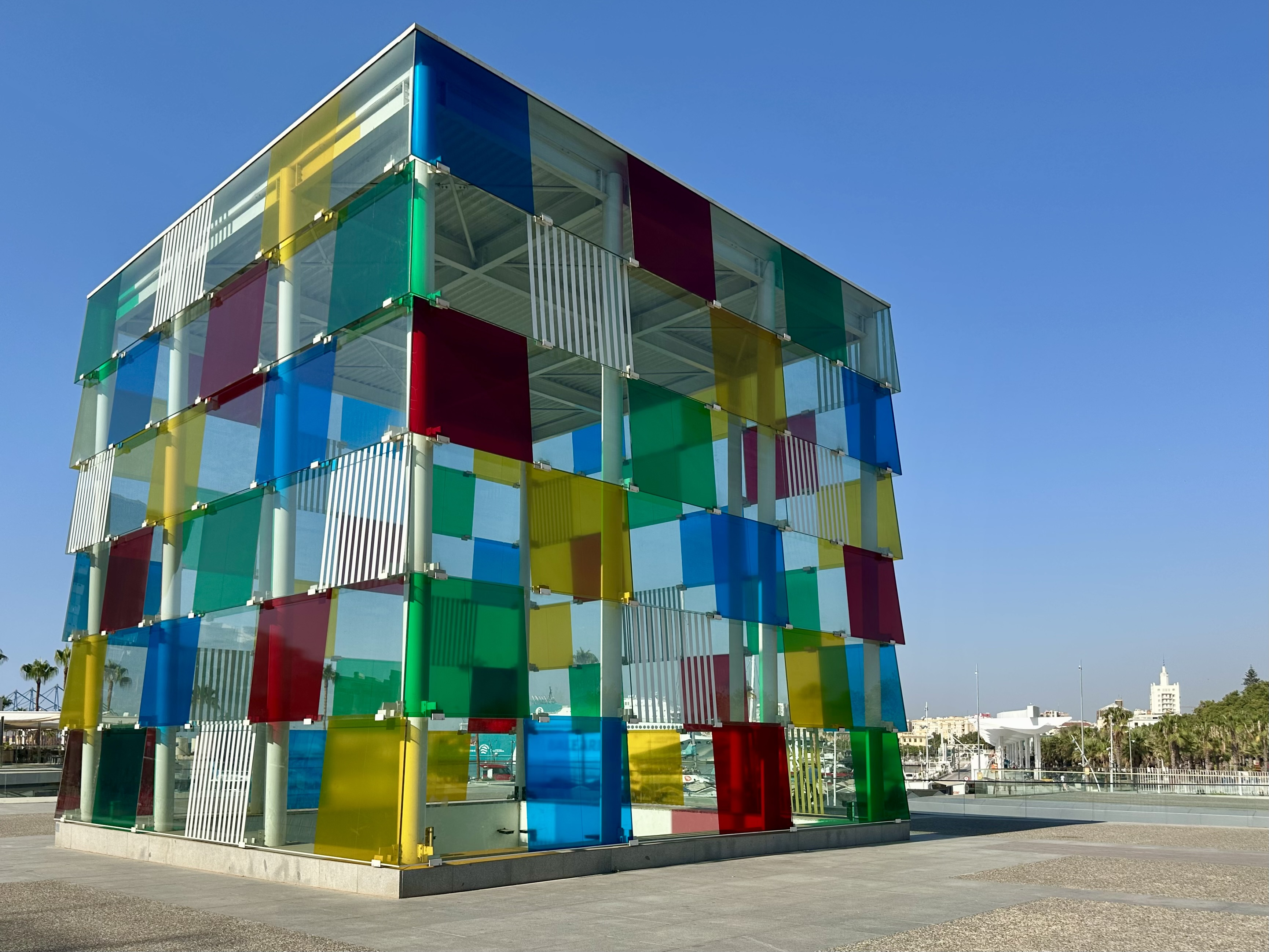
El Cubo habillé par Daniel Buren.

## Réactions
Le centre Pompidou met en avant une collaboration à travers les œuvres confiées et la conception des expositions temporaires.  Le musée et son nom attirent. Les artistes locaux sont cependant partagés. Certains réagissant contre « une culture conçue comme une vitrine » et une logique de « musées franchisés ».

## Budget
La ville de Malaga a financé le lancement du musée à hauteur de 7 millions d'euros, dont 1,5 million d'euros annuel pour utiliser la franchise centre Pompidou.
Architectes: Javier Pérez de la Fuente et Juan Antonio Marín Malavé.